# Porphyrinia albipurpurea
Porphyrinia albipurpurea là một loài bướm đêm trong họ Noctuidae.